# Richard Martin West
| Asteroidi scoperti: 40 | Asteroidi scoperti: 40 |
| ---------------------- | ---------------------- |
| 2052 Tamriko           | 24 ottobre 1976        |
| 2053 Nuki              | 24 ottobre 1976        |
| 2115 Irakli            | 24 ottobre 1976        |
| 2116 Mtskheta          | 24 ottobre 1976        |
| 2117 Danmark           | 9 gennaio 1978         |
| 2145 Blaauw            | 24 ottobre 1976        |
| 2146 Stentor           | 24 ottobre 1976        |
| 2147 Kharadze          | 25 ottobre 1976        |
| 2148 Epeios            | 24 ottobre 1976        |
| 2187 La Silla          | 24 ottobre 1976        |
| 2526 Alisary           | 19 maggio 1979         |
| 2595 Gudiachvili       | 19 maggio 1979         |
| 2596 Vainu Bappu       | 19 maggio 1979         |
| 2935 Naerum            | 24 ottobre 1976        |
| 3004 Knud              | 27 febbraio 1976       |
| 3477 Kazbegi           | 19 maggio 1979         |
| 3871 Reiz              | 18 febbraio 1982       |
| 3933 Portugal          | 12 marzo 1986          |
| 5270 Kakabadze         | 19 maggio 1979         |
| 5890 Carlsberg         | 19 maggio 1979         |
| 6362 Tunis             | 19 maggio 1979         |
| 8066 Poldimeri         | 6 agosto 1980          |
| 8993 Ingstad           | 30 ottobre 1980        |
| 9272 Liseleje          | 19 maggio 1979         |
| 10462 Saxogrammaticus  | 19 maggio 1979         |
| 10668 Plansos          | 24 ottobre 1976        |
| 11005 Waldtrudering    | 6 agosto 1980          |
| 12188 Kalaallitnunaat  | 9 agosto 1978          |
| (12198) 1980 PJ1       | 6 agosto 1980          |
| (14350) 1985 VA1       | 1º novembre 1985       |
| (15201) 1976 UY        | 31 ottobre 1976        |
| (15207) 1979 KD        | 19 maggio 1979         |
| (20995) 1985 VY        | 1º novembre 1985       |
| (22252) 1978 SG        | 27 settembre 1978      |
| (26081) 1980 PT1       | 6 agosto 1980          |
| (27667) 1979 KJ        | 19 maggio 1979         |
| (34998) 1978 SE        | 27 settembre 1978      |
| (65661) 1985 VB1       | 1º novembre 1985       |
| 79086 Gorgasali        | 4 settembre 1977       |
| (187746) 1976 DC       | 27 febbraio 1976       |

Richard Martin West (Copenaghen, 10 febbraio 1941) è un astronomo danese che lavora all'Osservatorio europeo australe (ESO).
West ha scoperto varie comete: le comete periodiche 76P/West-Kohoutek-Ikemura e 123P/West-Hartley e le comete non periodiche e Cometa West (C/1975 V1), che fu la spettacolare Grande Cometa del 1976, e la C/1978 A1 West.
Ha scoperto anche alcuni asteroidi, tra i quali gli asteroidi troiani 2146 Stentor, 2148 Epeios e (20995) 1985 VY. Insieme a Hans-Emil Schuster ha scoperto la Galassia Nana della Fenice, che fa parte del nostro Gruppo Locale.
Gli è stato dedicato l'asteroide 2022 West.